# Heavens Gate
Heavens Gate (engl.: „Himmelstor“) war eine Heavy-Metal-Band aus Wolfsburg. Sie wurde 1988 von Sänger und Songwriter Thomas Rettke zusammen mit Thorsten Müller, Bonny Bilski, Sascha Paeth und Manni Jordan gegründet. Ihren größten Erfolg hatten sie 1991 mit ihrem Album Livin' in Hysteria, das in Japan zum Kassenschlager wurde.

## Geschichte
Bereits für ihr erstes selbst produziertes Demo bekam die Band ein Angebot für einen Vertrag vom Chef des Subverlages Warner Chapell/Edition Metromania, Frank Bornemann. Dieser lud die Band nach Hannover in sein Horus Sound Studio ein, um dort ein professionelles Demo mit dem Produzenten Ralf Krause aufzunehmen. Im Sommer 1988 unterzeichnete die Band einen Plattenvertrag bei dem Label No Remorse Records. Kurz zuvor verließ Ingo Millek die Band und wurde durch den Gitarristen Sascha Paeth ersetzt.
Die erste CD In Control aus dem Jahr 1989 gelangte in Japan in die Top Ten der Import-Charts. Noch im selben Jahr nahm man die Mini-CD Open the Gate and Watch im Horus Studio auf. Im Jahr 1990 wechselte die Band zur Plattenfirma SPV/Steamhammer. Gleichzeitig wurde mit dem Hamburger Manager Limb Schnoor ein Managementvertrag geschlossen. Das zweite Album Livin' in Hysteria aus dem Jahr 1991 wurde zum weltweiten Erfolg. Allein in Japan verkaufte sich das Album über 40.000 mal. Es folgte 1992 das Album Hell for Sale; das bislang erfolgreichste Werk der fünf Wolfsburger. Es folgte eine ausgiebige Tournee. Die zwei Shows im legendären Club Chitta in Tokio wurden live aufgezeichnet und im Herbst 1993 als Live-CD Live for Sale veröffentlicht.
Nach der Welttournee verließ Bassist Manni Jordan die Band und wurde durch den Multiinstrumentalisten Robert Hunecke-Rizzo ersetzt. 1994 erbaute die Band in Wolfsburg das GATE STUDIO. Gitarrist Sascha Paeth produzierte dort 1996 das Album Planet E. Danach folgten noch das Unplugged-Album In the Mood (1997) und die CD Menergy (1999). Nach einem Metal-Festival in Schweden trennte sich die Band Ende 1999.
Sascha Paeth wurde danach Produzent. 2003 spielte fast die ganze Band noch einmal in der Metal-Oper Days of Rising Doom mit, die von Amanda Somerville, Robert Hunecke-Rizzo und Sascha Paeth komponiert wurde. Thomas Rettke gründete mit Sascha 2005 die Power-Metal-Band Redkey, welche 2006 das Album Rage of Fire weltweit veröffentlichte.

## Diskografie
- 1988: In Control (No Remorse)
- 1990: Open the Gate... and Watch! (No Remorse)
- 1991: Livin' in Hysteria (SPV)
- 1991: More Hysteria (SPV) (EP)
- 1992: Hell for Sale! (Steamhammer)
- 1993: Live for Sale – Live in Japan (Steamhammer)
- 1996: Planet E. (SPV)
- 1997: In the Mood (SPV) (Acoustic Mini Album)
- 1999: Menergy (SPV)
- 1999: Boxed (SPV)
- 2015: Best for Sale! (Limb Music)[1]